# Shelly Cole
Shelly Cole (* 1975) ist eine US-amerikanische Schauspielerin.

## Leben
In Deutschland wurde sie vor allem durch die Rolle der Madeline Lynn in der Fernsehserie Gilmore Girls bekannt. 
Zuletzt war sie als Schauspielerin 2010 in einer Episode von Dr. House zu sehen.

## Filmografie
- 2000: The Theory of Everything (Film)
- 2000: The Princess & the Barrio Boy (Film)
- 2000–2001: Boston Public (2 Folgen)
- 2000–2004: Gilmore Girls (33 Folgen)
- 2001: The Guardian – Retter mit Herz (The Guardian, Folge 1x04 Lolita?)
- 2001: Emergency Room – Die Notaufnahme (ER, Folge 8x06 Supplies and Demands)
- 2002: BraceFace Brandi (Film)
- 2002: New York Cops – NYPD Blue (NYPD Blue, Folge 9x13 Safari, So Good)
- 2003: Meine wilden Töchter (8 Simple Rules, Folge 1x15 Kerry’s Big Adventure)
- 2003: Prey for Rock & Roll (Film)
- 2005: Die himmlische Joan (Joan of Arcadia, Folge 2x21 Common Thread)
- 2005: Without a Trace – Spurlos verschwunden (Without a Trace, Folge 4x03 From the Ashes)
- 2006: Cold Case – Kein Opfer ist je vergessen (Cold Case, Folge 3x11 8 Years)
- 2006: CSI: NY (Folge 2x14 Stuck on You)
- 2006: Art School Confidential (Film)
- 2007: Navy CIS (NCIS: Naval Criminal Investigative Service, Folge 4x24 Angel of Death)
- 2007: Criminal Minds (Folge 3x01)
- 2008: The Village Barbershop (Film)
- 2009: Dark House
- 2009: Monk (Fernsehserie, Folge 8x16)
- 2010: How to Make Love to a Woman
- 2010: Dr. House (Fernsehserie, Folge 6x17)